# Родес-пиано

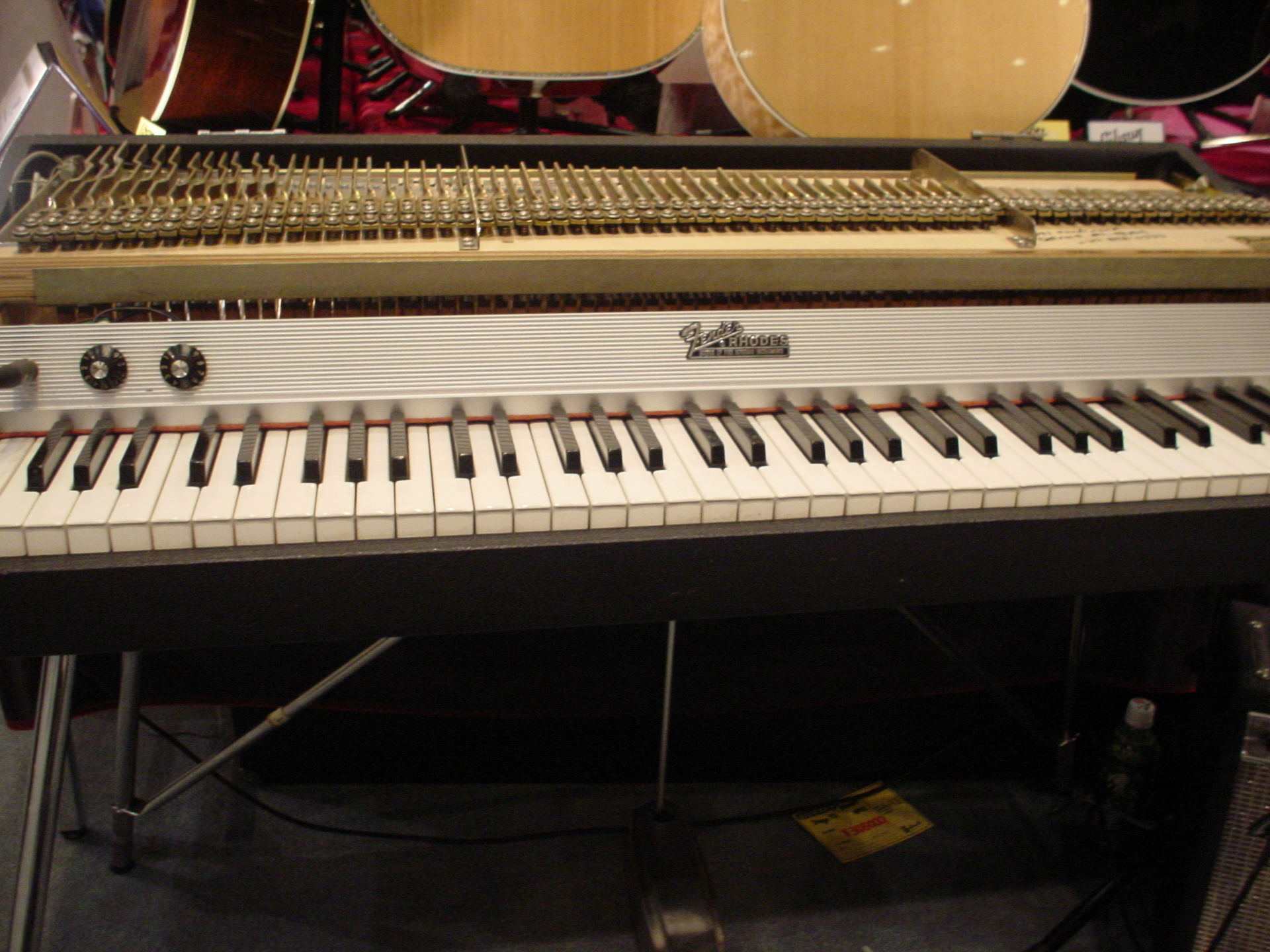
Родес-пиано

Ро́дес-пиа́но (часто «Ро́дес», «Фе́ндер-Ро́дес»; англ. Rhodes piano; Fender Rhodes) — электромеханический музыкальный инструмент. Один из знаковых инструментов джаза, поп- и рок-музыки 1960-х — 1970-х годов, сохраняющий популярность до настоящего времени. В отличие от других электрических фортепиано, где источником звука является струна или металлический язычок (англ. reed), источник звука в фортепиано Родеса — металлическая пластина (англ. tine — зубец), подобная камертону.

## Краткая характеристика
Тембр родес-пиано отчасти напоминает тембры вибрафона, ксилофона, челесты или колокольчиков. Клавиатура родес-пиано, внешне сходная с фортепианной, соединяется с молоточковым механизмом. Молоточек, обёрнутый войлоком (в ранних моделях) или неопреном (в моделях после 1970 года), ударяет по закреплённой стороне вибратора, напоминающего вилку камертона. Механические колебания вибраторов считываются электромагнитными датчиками, после чего с помощью электроники усиливаются. Низкочастотный сигнал далее обрабатывается электронными средствами, в типичном случае добавляется амплитудное вибрато и фазовое вибрато (хорус).
Кроме звукоснимающих датчиков и усилителей, некоторые модели родес-пиано включают акустическую систему (колонку), на которой крепится сам инструмент — эта разновидность называется Suitcase («Чемодан»).

## История возникновения

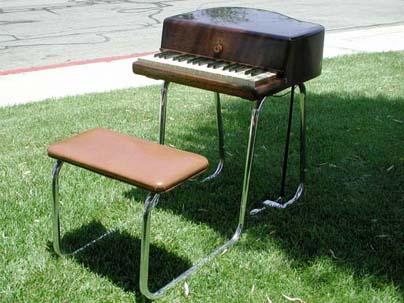
Пре-пиано. 1946

В 1942 году американский музыкальный педагог и изобретатель Гарольд Родес (произносится Хэ́ролд Ро́удс), работавший в то время в ВВС США, сконструировал портативное 29-клавишное акустическое фортепиано Rhodes Army Air Corps Piano. Оно предназначалось для раненных на Второй мировой войне лётчиков, которых, в качестве экспериментальной меры реабилитации, обучали в госпиталях музыке. Вместо струн в простом для изготовления инструменте использовались алюминиевые трубки, позаимствованные из конструкции бомбардировщика B-17.
Во второй половине 1940-х годов Родес основал собственную фирму The Rhodes Piano Corporation, выпускавшую полуигрушечные фортепиано Pre-piano («пре-пианино») на основе первоначальной модели 1942 года, но с пьезоэлектрическими звукоснимателями, ламповым усилителем и динамиком. Инструмент имел 38 клавиш, воспроизводивших ноты среднего регистра. Модель, по словам Родеса, предназначалась для обучения и имела тембр, напоминавший шарманку.
В конце 1950-х годов Родес и Лео Фендер основали новую компанию Fender Rhodes, которая начала выпускать модель Piano Bass — небольшое фортепиано с нотами только нижнего регистра.
В 1965 году фирма Fender Rhodes была приобретена компанией Си-би-эс (CBS), сохранившей за Родесом должность «научного сотрудника». В 1965 году Си-би-эс выпустила первую профессиональную модель родес-пиано с 73 клавишами, названную Suitcase Piano («чемоданное пианино»).
В 1967 году к родес-пиано впервые обратился известный джазовый клавишник и композитор Джо Завинул, работавший в те годы с Майлзом Дэвисом. В концертах и записях Дэвиса конца 1960-х — начала 1970-х годов на родес-пиано также играли Чик Кориа и Кит Джарретт. Родес-пиано начало резко набирать популярность.
В 1970—1980-е годы выпускалось несколько разновидностей родес-пиано: с 88, 73 и 54 клавишами.  Музыканты чаще всего отдавали предпочтение модели с 73 клавишами — Seventy Three («Семьдесят три»); наименее употребительной была модель с 54 клавишами. В зависимости от времени выпуска инструменты имели названия Mark I, Mark II, Mark III, Mark V и Mark VII. В техническом отношении все модели, кроме последней, были практически идентичны; изменения в основном касались внешнего дизайна устройства. В 1970 году конструкция родес-пиано претерпела ряд изменений, благодаря которым вес инструмента уменьшился до 63 кг.
Родес-пиано заинтересовало выдающегося джазового пианиста Билла Эванса, который играл на нём в поздний период творчества, впервые в альбоме From left to Right (1971) и далее, вплоть до Affinity (1979). Начиная с 1970-х годов, инструмент широко использовали в своём творчестве Стиви Уандер, Херби Хэнкок, Чик Кориа и другие известные музыканты.
После 1983 года родес-пиано было частично вытеснено синтезатором Yamaha DX7, но в 1990-е годы вернуло утраченную популярность.